# Cirrospilus variegatus
Cirrospilus variegatus är en stekelart som först beskrevs av Masi 1907.  Cirrospilus variegatus ingår i släktet Cirrospilus och familjen finglanssteklar. Arten är reproducerande i Sverige. Inga underarter finns listade i Catalogue of Life.